# Marieta Ilcu
Marieta Ilcu, née le 16 octobre 1962 à Darabani, est une ancienne athlète roumaine qui pratiquait le saut en longueur. En 1993, elle est devenue championne du monde en salle.

## Palmarès

### Championnats du monde d'athlétisme en salle
- Championnats du monde d'athlétisme en salle de 1989 à Budapest ( Hongrie)
  -  Médaille d'argent au saut en longueur
- Championnats du monde d'athlétisme en salle de 1991 à Séville ( Espagne)
  -  Médaille de bronze au saut en longueur
- Championnats du monde d'athlétisme en salle de 1993 à Toronto ( Canada)
  -  Médaille d'or au saut en longueur

### Championnats d'Europe d'athlétisme
- Championnats d'Europe d'athlétisme de 1990 à Split ( Yougoslavie)
  -  Médaille d'argent au saut en longueur

### Championnats d'Europe d'athlétisme en salle
- Championnats d'Europe d'athlétisme en salle de 1992 à Gênes ( Italie)
  -  Médaille d'argent au saut en longueur

### Universiades
- Universiade d'été de 1987 à Zagreb ( Yougoslavie)
  -  Médaille d'or au saut en longueur